# 수덕만세
수덕만세(水德萬歲)는 태봉 궁예의 연호이다. 911년부터 914년까지 사용되었다. 개원하면서 국호를 마진(摩震)에서 태봉으로 고쳤다.

## 연대대조표
| 수덕만세            | 원년       | 2년        | 3년        | 4년        |
| 서력                | 911년      | 912년      | 913년      | 914년      |
| 육십간지 (六十干支) | 신미(辛未) | 임신(壬申) | 계유(癸酉) | 갑술(甲戌) |

## 같이 보기
- 한국의 연호

| 이전 연호 성책(聖冊) | 한국의 연호 태봉(泰封) | 다음 연호 정개(政開) |